# Kościół św. Jadwigi w Dębicy
Kościół św. Jadwigi w Dębicy – kościół farny w Parafii św. Jadwigi w Dębicy.

## Historia
Parafia w Dębicy powstała w XIII w. Początkowo kościołem parafialnym był drewniany kościół św. Małgorzaty, który spłonął w 1554 r. podczas pożaru Dębicy. W 1558 r. rozpoczęto budowę nowego murowanego kościoła, który konsekrowany został dopiero w 1650 r. Wtedy też otrzymał wezwanie św. Jadwigi Śląskiej. Kościół był wielokrotnie remontowany i rozbudowywany. Pierwszy gruntowny remont przeprowadzono w latach 1705-1725, po zniszczeniach doznanych w czasie potopu szwedzkiego. Po pożarach w XIX w. nastąpił kolejny remont w latach 1890-1900. Kościół został wtedy rozbudowany o część chóralną, południową kruchtę i wieżę. Podczas II wojny światowej kościół doznał kolejnych zniszczeń, które usunięto w 1949 r.

## Architektura

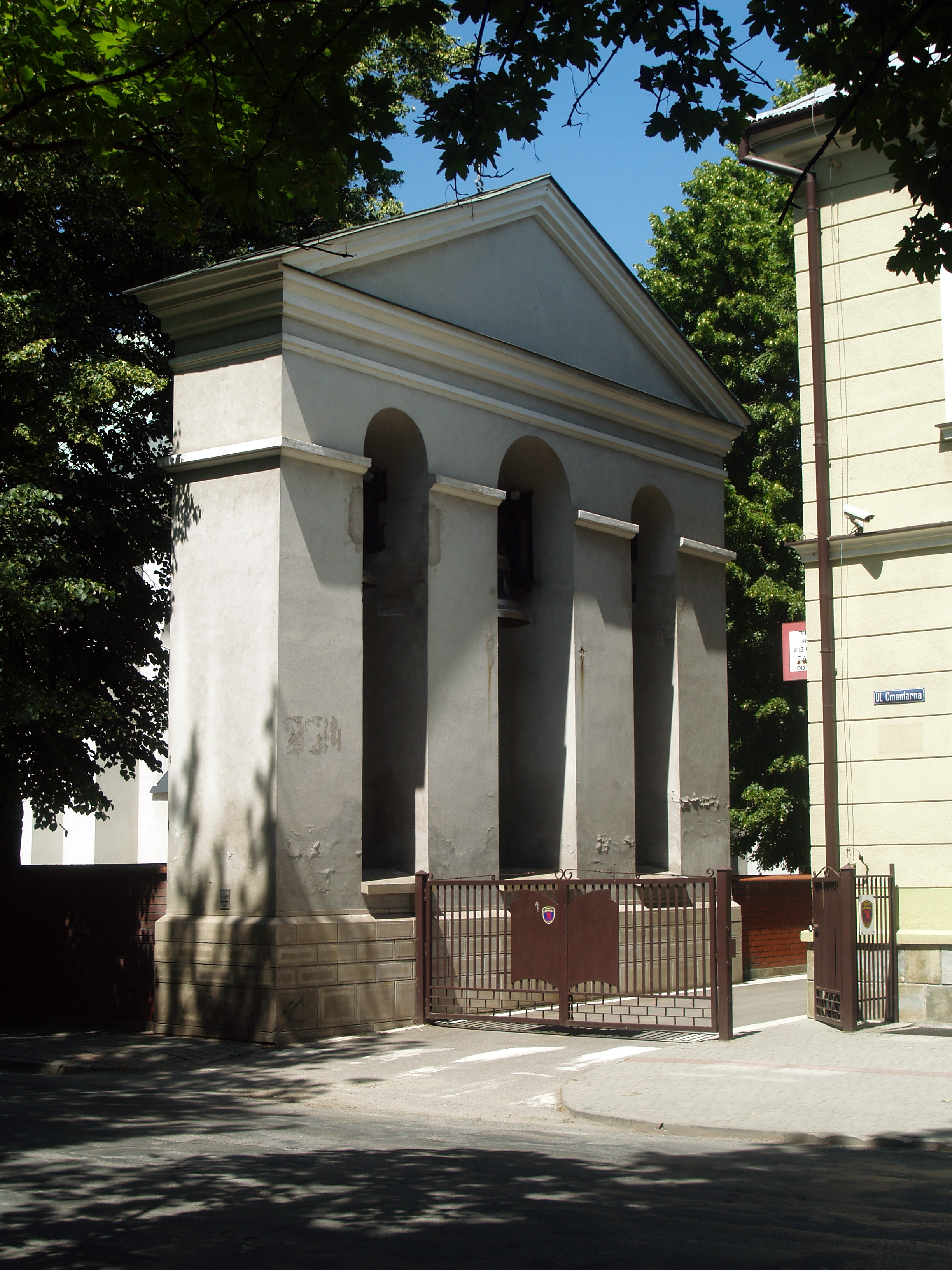
Dzwonnica

Kościół św. Jadwigi jest murowany z cegły, w stylu gotyckim o częściowo zatartych cechach stylowych oraz neogotyckim. Jest to budowla jednonawowa, czteroprzęsłowa z prezbiterium dwuprzęsłowym zamkniętym trójbocznie, przy którym jest zakrystia. Przy nawie od północy mieści się kaplica, od południa kruchta, a od zachodu 47 metrowej wysokości wieża z przedsionkiem w przyziemiu.
Wewnątrz znajduje się m.in. późnobarokowy ołtarz główny (I połowa XVIII w.), obok renesansowe epitafium z 1507 r. wmurowane w 1892 r. w nagrobek Anieli Trzecieskiej i jej synów. Ołtarze boczne późnobarokowe i jeden rokokowy pochodzą z XVIII w., natomiast rokokowa ambona i chrzcielnica z II połowy XVIII w. W podziemiach pochowany jest m.in. Antoni Mikołaj Radziwiłł, kanonik archikatedry gnieźnieńskiej i referendarz wielki koronny.
Przy kościele stoi murowana dzwonnica z początku XX w. Najstarszy gotycki dzwon pochodzi z 1423 r. Obok dzwonnicy mogiła ze szczątkami pochodzącymi prawdopodobnie z przełomu XV i XVI w, odkrytymi podczas remontu w 2010 r.